# Lucas Neill
Pour les articles homonymes, voir Neill.
Lucas Edward Neill, né le 9 mars 1978 à Sydney, est un footballeur australien. Il évolue au poste de défenseur central ou de défenseur droit (1,83 m–78 kg). Il est international australien.

## Biographie
Ce joueur australien a passé pour l'instant, l'intégralité de sa carrière professionnelle en Angleterre. Deuxième plus jeune joueur à être international australien après Harry Kewell, il a disputé les Jeux olympiques en 2000 et la Coupe du monde 2006. Lors de ce tournoi, il fut malheureux en étant crédité d'une faute (très controversée) sur Fabio Grosso dans la surface de réparation, en huitièmes de finale contre l'Italie, dans les derniers instants du match. Francesco Totti convertira le penalty et l'Australie, malgré un beau parcours, sera éliminée. 
De 2007 à 2013, il est le capitaine de la sélection nationale australienne, avant d'être remplacé par Mile Jedinak. 
Arrivé en fin de contrat, le club de Al-Jazira a décidé de ne pas reconduire son bail.

## Palmarès
- International australien depuis le 9 octobre 1996 : Arabie Saoudite 0 - 0 Australie.
- 96 sélections (1 but)